# Христианско-демократический союз (Эквадор)
Христианско-демократический союз (исп. Unión Demócrata Cristiana, UDC), до 2006 года Народная демократия (исп. Democracia Popular, DP), — бывшая центристская политическая партия в Эквадоре, образованная в 1970-х годах выходцами из Социал-христианской партии и левым крылом Консервативной партии.

## История
Партия Народная демократия была сформирована в 1970-х годах центристскими христианскими демократами, которые покинули Социал-христианскую партию, и левой фракцией Консервативной партии, ориентированными на теологию освобождения. Официально зарегистрирована как политическая партия в 1979 году. Первоначально считалась левоцентристской партией. Позже, в 1990-х годах стала более правоцентристской.

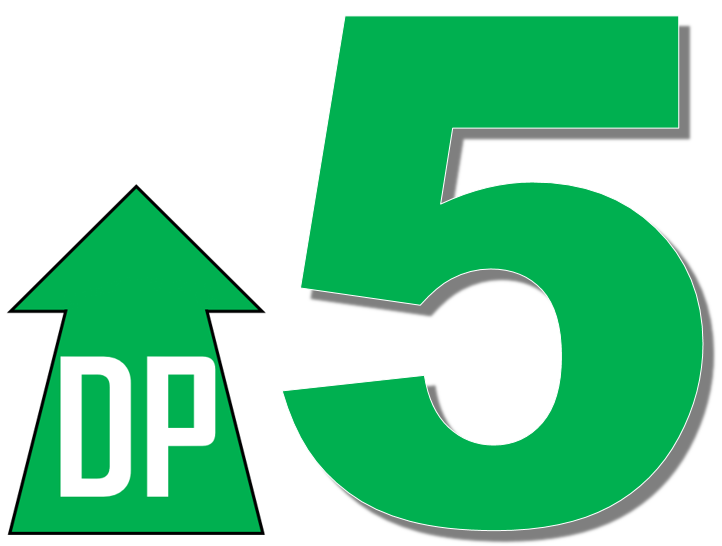
Символ партии Народная демократия (до 2006 года)

Партия достигла своего первого большого успеха в 1978 году, когда член партии Освальдо Уртадо стал кандидатом в вице-президенты и напарником кандидата в президенты Хайме Рольдоса от Соединения народных сил, победившего на выборах 1979 года. Уртадо занимал пост президента Эквадора с 1981 по 1984 год после смерти Рольдоса при исполнении служебных обязанностей. Народная демократия стала крупнейшей политической партией Эквадора, получившая на парламентских выборах 1998 года 32 из 120 мест Национального конгресса. На президентских выборах того же года член партии Джамиль Махуад был избран президентом, а после государственного переворота и непродолжительного военного правления его сменил в 2000 году другой член партии вице-президент Густаво Нобоа.
На парламентских выборах 2002 года партия получила 4 из 100 мест. В 2006 году Народная демократия поменяла название на Христианско-демократический союз. На парламентских выборах 2006 года партия получила 2 места в Конгрессе, кандидата в президенты в тот год партия не выдвигала.